# Comuna Pohrebî, Prîlukî
Pohrebî (în ucraineană Погреби) este o comună în raionul Prîlukî, regiunea Cernihiv, Ucraina, formată din satele Mîkolaiivka și Pohrebî (reședința).

## Demografie
Componența lingvistică a comunei Pohrebî
     Ucraineană (97,29%)
     Rusă (1,75%)
     Alte limbi (0,96%)
Conform recensământului din 2001, majoritatea populației comunei Pohrebî era vorbitoare de ucraineană (97,29%), existând în minoritate și vorbitori de rusă (1,75%).